# بلال يوسف (مخرج)
بلال يوسف (ولد عام 1978 في دبورية) هو مخرج ومؤلف فلسطيني، تتناول أعماله القضايا السياسية والاجتماعية في فلسطين، وقد حاز على عدة جوائز سينمائية.

## السيرة الذاتية
درس بلال يوسف السينما في كلية غور في الأردن الواقعة شمال مدينة طبريا. تزامن دخولة للجامعة مع انطلقت الانتفاضة الثانية فأخرج فيلمه القصير الأول من وحيها بعنوان «الأخوة العرب يبكون أيضا»، الذي يروي قصة أحد الشهداء الثلاثة عشر الذين قتلوا على يد قوات الإرهاب الصهيوني في فلسطين المحتلة عام 1948. وعمل بعد ذلك على فيلمين طويلين، الأول «عبر الحدود» الذي يروي قصة امرأتين هما عايشه صيداوي وأميمة أبو راس اللتان تحاولان الحصول على حقوقهما في المساواة بين الرجل والمرأة، إلى جانب نضالهما السياسي ومحاربة الاحتلال.
إلى جانب عمله كمخرج، يُدرّس بلال السينما أيضا في ثانوية راهبات الفرنسيسكان في الناصرة وكفر قرع.
حصل فيلمه «عبر الحدود» على جائزتي أفضل فيلم سينمائي وثائقي في مهرجان القدس الدولي للسينما عام 2007.

## العودة إلى الذات (فلم)
العمل على الفيلم الذي استغرق سنة وبضعة شهور، صوّر خلالها بلال مشاهد في بيت جن، وفي رام الله، والطريق الموصلة بينهما. وتولّى الإنتاج نزار حسن لصالح قناة «الجزيرة الوثائقية» بدعم من وزارة الثقافة الفلسطينية.
يتناول الوثائقي التناقضات والصراعات التي يعيشها يامن مع محيطه العائلي المنتمي إلى الطائفة الدرزية. فما زالت عائلة يامن تعيش مأساة الفقدان لأخويه اللذين قتلا في حروب إسرائيل العدوانية خلال خدمتهما في جيش الاحتلال، من جهة. ومن جهة ثانية، تتمثّل مأساة هذه العائلة بما يفعله يامن الذي يضرب بعرض الحائط كل ما تربى عليه من ولاء لدولة إسرائيل، متشبثاً بذاته العربية والفلسطينية التي غيّبت وحجبت عنه إلى أن شاء القدر «أن يتحرر على يد من كان سجّانهم»، كما يقول.
حصل الفيلم على الجائزة الثانية في مهرجان دبي السينمائي عام 2009، والذي عرض أيضا في مهرجان «أيام بيروت السينمائية».

## أعماله
- ميلاد المحبة
- الإخوة العرب يبكون أيضا (2001)
- عبر الحدود (2007)
- العودة إلى الذات (2009)
- المشي ضد التيار (2014)